# Nils Klim-prisen
Nils Klim-prisen er en norsk forskningspris som uddeles årligt og tildeles yngre, nordiske forskere under 35 år inden for humaniora, samfundsvidenskab, retsvidenskab eller teologi.
Prisen er indstiftet i 2004 og uddeles af den norske Ludvig Holbergs Minnefond og er på 250.000 norske kroner.
Prisen uddeles samtidig med den norske Holbergprisen. 

## Prismodtagere
- 2004 - Claes de Vreese - (DK - medievidenskab) - for forskning i skæringsfeltet mellem statsvidenskab, kommunikationsforskning og medievidenskab
- 2005 - Dag Trygve Truslew Haug - (NO - lingvistik) - for traditionel historisk sprogvidenskab og moderne lingvistik anvendt på klassiske sprog.
- 2006 - Linda Wedlin - (SE - virksomhedsøkonomi) - for at kombinere kommunikationsforskning, pædagogisk forskning og organisationsteori i studiet af undervisningsinstitutioners påvirkning.
- 2007 - Carina Keskitalo - (FI - samfundsvidenskab) - for forskning af arktisk identitet
- 2008 - Anne Birgitta Pessi - (FI - religionssociologi) - for forskning af altruisme, retfærdighed i velfærdsstaten, frivillighed og urban religion belyst gennem kvantitative undersøgelser og hermeneutik.
- 2009 - David Bloch - (DK - filologi) -  for forskning af Aristoteles og middelalderens omfattende aristoteliske tradition og specielt for hans kritiske vurdering af Aristoteles' De Memoria et Reminiscentia samt nyfortolkning av Aristoteles' teori om hukommelsen og en analyse af hvorledes denne teori blev modtaget af muslimske og kristne forfattere i middelalderen.
- 2010 - Johan Östling - (SE - historie) - for sin forskning af hvorledes kundskab til nazismens grusomheder under 2. verdenskrig ændredes og påvirkede Sverige i efterkrigstiden og førte til nyorientering mod den anglosaksiske verden og væk fra tysk kultur.
- 2011 - Jørn R.T. Jacobsen - (NO - jura og retsvidenskab) - for analyser af grundprincipper for strafferet.
- 2012 - Sara Hobolt - (DK - samfundsvidenskab) - for forskning af sammenlignende politik, herunder europæisk integration, valg og folkeafstemninger, samt samspillet mellem medier, meningsdannende processer og de politiske eliters og partisystemers modtagelighed og ansvarlighed.
- 2013 - Ingvild Almås - (NO - samfundsøkonomi) - for forskning af indtægtsulighed og anvendelse af eksperimenter i økonomiforskningen
- 2014 - Terje Lohndal - (NO - lingvistik) - for originale bidrag i Chomskiansk lingvistik, både i fagfeltet formal syntaks og i semantik

- 2015 - Rebecca Adler-Nissen - (DK - statsvidenskab og politologi) - for at kombinere antropologiske feltarbejdsmetoder og interviews i studier af diplomater som arbejder inden for det europæiske system med grundig analyse af deres politiske forhandlinger samt for at integrere perspektiver fra Goffman og Bourdieu i studiet af international politik.